# National Hockey League 1961/1962
National Hockey League 1961/1962 var den 45:e säsongen av NHL. 6 lag spelade 70 matcher i grundserien innan Stanley Cup inleddes den 27 mars 1962. Stanley Cup vanns av Toronto Maple Leafs som tog sin 10:e titel, efter finalseger mot Chicago Black Hawks med 4-2 i matcher.
Chicago Black Hawks Bobby Hull vann poängligan på 84 poäng (50 mål + 34 assist) före New York Rangers-spelaren Andy Bathgate som också hade 84 poäng (28 mål + 56 assist)

## Grundserien
| Nr | Lag                 | S  | V  | O  | F  | GM  | IM  | MS   | P  |
| -- | ------------------- | -- | -- | -- | -- | --- | --- | ---- | -- |
| 1  | Montreal Canadiens  | 70 | 42 | 14 | 14 | 259 | 166 | +93  | 98 |
| 2  | Toronto Maple Leafs | 70 | 37 | 11 | 22 | 232 | 180 | +52  | 85 |
| 3  | Chicago Black Hawks | 70 | 31 | 13 | 26 | 217 | 186 | +31  | 75 |
| 4  | New York Rangers    | 70 | 26 | 12 | 32 | 195 | 207 | −12  | 64 |
| 5  | Detroit Red Wings   | 70 | 23 | 14 | 33 | 184 | 219 | −35  | 60 |
| 6  | Boston Bruins       | 70 | 15 | 8  | 47 | 177 | 306 | −129 | 38 |

## Poängligan 1961/1962
Not: SM = Spelade matcher, M = Mål, A = Assists, Pts = Poäng
| Spelare         | Lag                 | SM | M  | A  | Pts |
| --------------- | ------------------- | -- | -- | -- | --- |
| Bobby Hull      | Chicago Black Hawks | 70 | 50 | 34 | 84  |
| Andy Bathgate   | New York Rangers    | 70 | 28 | 56 | 84  |
| Gordie Howe     | Detroit Red Wings   | 70 | 33 | 44 | 77  |
| Stan Mikita     | Chicago Black Hawks | 70 | 25 | 52 | 77  |
| Frank Mahovlich | Toronto Maple Leafs | 70 | 33 | 38 | 71  |

## Slutspelet 1962
4 lag gjorde upp om Stanley Cup-pokalen, matchserierna avgjordes i bäst av sju matcher.
Semifinaler
Montreal Canadiens vs. Chicago Black Hawks
| Datum   | Hemma               | Mål | Borta               | Mål |
| ------- | ------------------- | --- | ------------------- | --- |
| 27 mars | Montreal Canadiens  | 2   | Chicago Black Hawks | 1   |
| 29 mars | Montreal Canadiens  | 4   | Chicago Black Hawks | 3   |
| 1 april | Chicago Black Hawks | 4   | Montreal Canadiens  | 1   |
| 3 april | Chicago Black Hawks | 5   | Montreal Canadiens  | 3   |
| 5 april | Montreal Canadiens  | 3   | Chicago Black Hawks | 4   |
| 8 april | Chicago Black Hawks | 2   | Montreal Canadiens  | 0   |

Chicago Black Hawks vann semifinalserien med 4-2 i matcher
Toronto Maple Leafs vs. New York Rangers
| Datum   | Hemma               | Mål | Borta               | Mål | Not      |
| ------- | ------------------- | --- | ------------------- | --- | -------- |
| 27 mars | Toronto Maple Leafs | 4   | New York Rangers    | 2   |          |
| 29 mars | Toronto Maple Leafs | 2   | New York Rangers    | 1   |          |
| 1 april | New York Rangers    | 5   | Toronto Maple Leafs | 4   |          |
| 3 april | New York Rangers    | 4   | Toronto Maple Leafs | 2   |          |
| 5 april | Toronto Maple Leafs | 3   | New York Rangers    | 2   | SD 24:23 |
| 7 april | New York Rangers    | 1   | Toronto Maple Leafs | 7   |          |

Toronto Maple Leafs vann semifinalserien med 4-2 i matcher

## Stanley Cup-final
Toronto Maple Leafs vs. Chicago Black Hawks
| Datum    | Hemma               | Mål | Borta               | Mål | Spelplats                   |
| -------- | ------------------- | --- | ------------------- | --- | --------------------------- |
| 10 april | Toronto Maple Leafs | 4   | Chicago Black Hawks | 1   | Maple Leaf Gardens, Toronto |
| 12 april | Toronto Maple Leafs | 3   | Chicago Black Hawks | 2   | Maple Leaf Gardens, Toronto |
| 15 april | Chicago Black Hawks | 3   | Toronto Maple Leafs | 0   | Chicago Stadium, Chicago    |
| 17 april | Chicago Black Hawks | 4   | Toronto Maple Leafs | 1   | Chicago Stadium, Chicago    |
| 14 april | Toronto Maple Leafs | 8   | Chicago Black Hawks | 4   | Maple Leaf Gardens, Toronto |
| 16 april | Chicago Black Hawks | 1   | Toronto Maple Leafs | 2   | Chicago Stadium, Chicago    |

Toronto Maple Leafs vann finalserien med 4-2 i matcher

## NHL awards
| 1961–62 NHL awards            | 1961–62 NHL awards                 |
| ----------------------------- | ---------------------------------- |
| Prince of Wales Trophy:       | Montreal Canadiens                 |
| Art Ross Memorial Trophy:     | Bobby Hull, Chicago Black Hawks    |
| Calder Memorial Trophy:       | Bobby Rousseau, Montreal Canadiens |
| Hart Memorial Trophy:         | Jacques Plante, Montreal Canadiens |
| James Norris Memorial Trophy: | Doug Harvey, New York Rangers      |
| Lady Byng Memorial Trophy:    | Dave Keon, Toronto Maple Leafs     |
| Vezina Trophy:                | Jacques Plante, Montreal Canadiens |

## All-Star
| Första                              | Position | Andra                                |
| ----------------------------------- | -------- | ------------------------------------ |
| Jacques Plante, Montreal Canadiens  | M        | Glenn Hall, Chicago Black Hawks      |
| Doug Harvey, Montreal Canadiens     | B        | Carl Brewer, Toronto Maple Leafs     |
| Jean-Guy Talbot, Montreal Canadiens | B        | Pierre Pilote, Chicago Black Hawks   |
| Stan Mikita, Chicago Black Hawks    | C        | Dave Keon, Toronto Maple Leafs       |
| Andy Bathgate, New York Rangers     | HF       | Gordie Howe, Detroit Red Wings       |
| Bobby Hull, Chicago Black Hawks     | VF       | Frank Mahovlich, Toronto Maple Leafs |